# Acianthera pectinata
Acianthera pectinata é uma espécie de orquídea (Orchidaceae) originária do Brasil, antigamente subordinada ao gênero Pleurothallis. Ocorre em Santa Catarina, Paraná, São Paulo, Minas Gerais, Espírito Santo e Rio de Janeiro. Ocorre no bioma da Mata Atlântica. Em 2005, foi citada como criticamente em perigo na Lista de Espécies da Flora Ameaçadas do Espírito Santo, no sudeste do Brasil; em 2010, como criticamente em perigo na Lista de Espécies Ameaçadas de Extinção da Flora do Estado de Minas Gerais; e em 2014, como pouco preocupante na Lista Vermelha de Ameaça da Flora Brasileira do Centro Nacional de Conservação da Flora (CNCFlora).